# Justus Bier

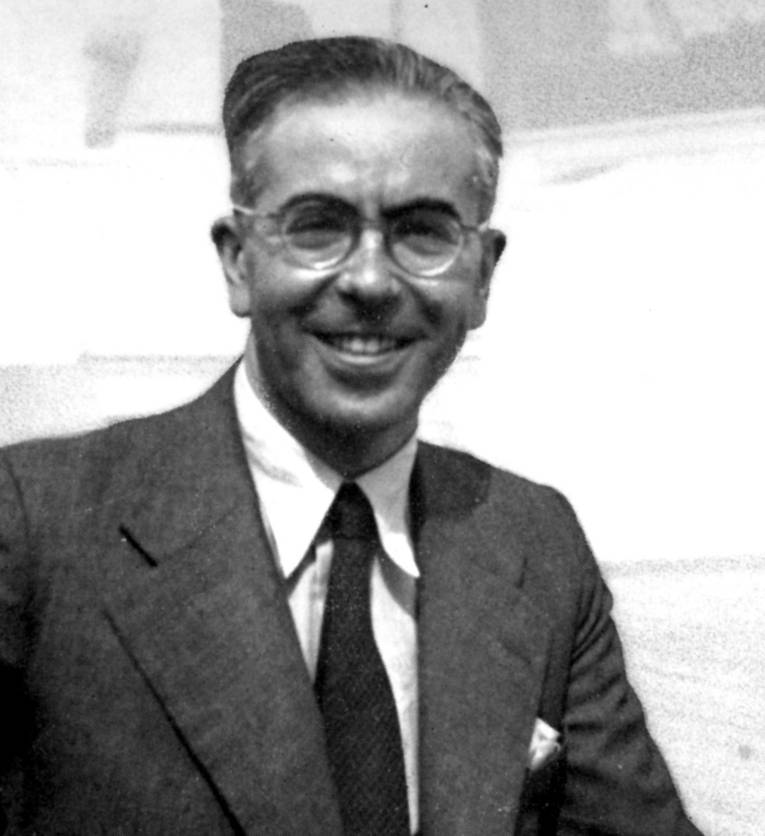
Justus Bier

Justus Bier (* 31. Mai 1899 in Nürnberg; † 23. Januar 1990 in Raleigh, North Carolina) war ein deutsch-amerikanischer Kunsthistoriker. Bekannt ist er vor allem durch seine Forschungen zu Tilman Riemenschneider.

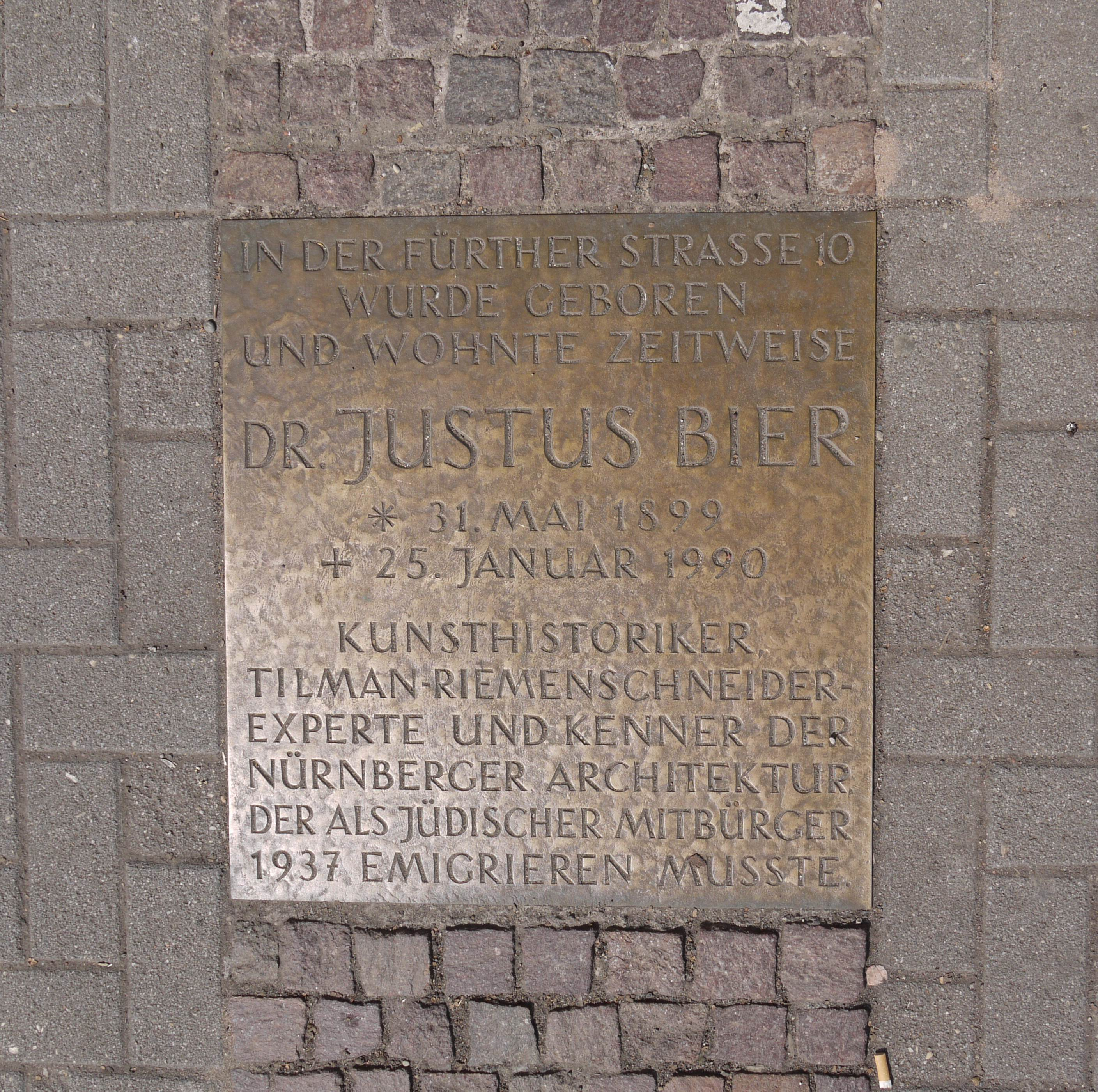
Gedenkplatte an seinem Geburtshaus, Fürtherstraße 10 in Nürnberg (Foto: 2010)

## Leben

### Jugend, Ausbildung, erste Werke
Justus Bier stammte aus einer wohlhabenden jüdischen Nürnberger Familie. Sein Vater Jacob Bier (1854–1937) war Schuhfabrikant und Mitglied im Aufsichtsrat des Germanischen Nationalmuseums in Nürnberg. Seine Mutter Minna, geb. Honig (1874–1951), überlebte das KZ Theresienstadt und konnte 1946 zu ihrem Sohn in die USA auswandern. 1917 legte Bier sein Abitur am Humanistischen Gymnasium seiner Heimatstadt ab und wurde zum Ersten Weltkrieg eingezogen. Von 1919 bis 1924 studierte er Kunstgeschichte, Klassische Archäologie sowie Mittelalterliche und Neuzeitliche Geschichte an den Universitäten München, Erlangen, Jena, Bonn und zuletzt Zürich. Zu seinen einflussreichsten Lehrmeistern in Kunstgeschichte zählten in Bonn Paul Clemen und in Zürich Heinrich Wölfflin; Wölfflin wurde sein Doktorvater. Bier verfasste seine Dissertation Die Jugendwerke von Tilman Riemenschneider über das Frühwerk des berühmten Bildschnitzers, die 1924 angenommen und im Folgejahr veröffentlicht wurde.
In den Jahren 1924 bis 1930 arbeitete Justus Bier weiter an seinem Werk über Riemenschneider, von 1928 bis 1930 als Stipendiat der Notgemeinschaft der deutschen Wissenschaft  und veröffentlichte 1925 und 1930 die Bände 1 und 2; die Bände 3 und 4 erschienen erst rund 50 Jahre später. Daneben war er von 1924 bis 1930 Dozent für Kunstgeschichte an der Volkshochschule Nürnberg und hielt in großem Umfang Vorträge. Daneben lieferte er Zeitschriftenbeiträge über moderne Architektur. 1931 heiratete er die Kunsthistorikerin Senta Dietzel (1900–1978), die ihn später bei seinen wissenschaftlichen Arbeiten unterstützte.

### Kestner-Gesellschaft in Hannover

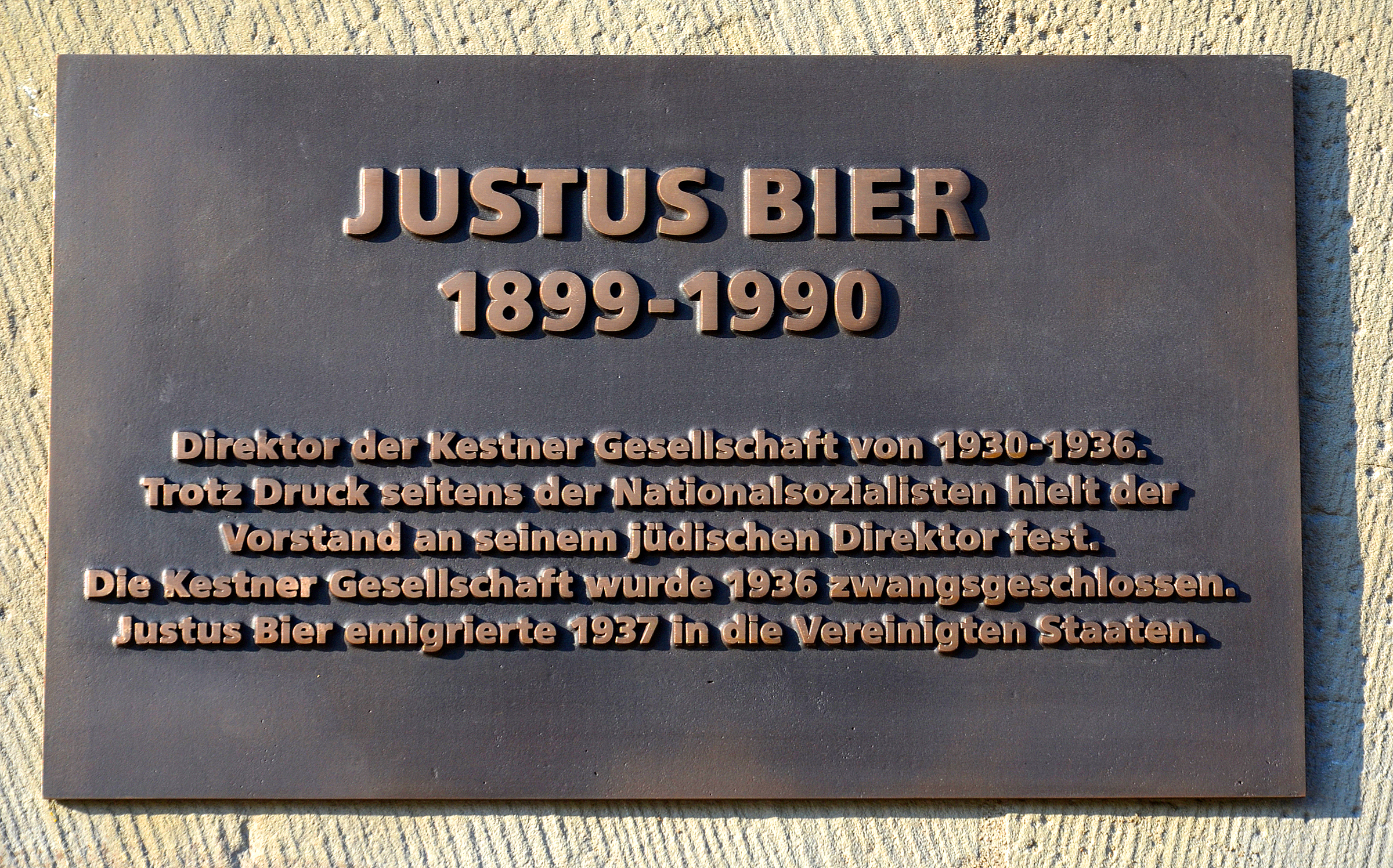
2016 installierte Gedenktafel am heutigen Sitz der Kestner-Gesellschaft, dem Gebäude des ehemaligen Goseriedebades in Hannover

Von September 1930 bis Mai 1936 wirkte Bier als Kustos und künstlerischer Direktor der Kestner-Gesellschaft in Hannover, einem seit 1916 bestehenden Kunstverein, der Ausstellungen zeitgenössischer Kunst, Architektur und Design ausrichtete. Unter den präsentierten Künstlern befanden sich Alfred Kubin, die Hannoversche Sezession, Ernst Barlach, Paul Klee, Hugo Erfurth. Die letzten Ausstellungen widmeten sich August Macke und Franz Marc.
Er baute zusammen mit Alexander Dorner seit 1930 die Installationen zum neuen Raumverständnis der Moderne und seit 1931 das „Museum für das vorbildliche Serienprodukt“ auf. Unter seiner Leitung verdoppelte sich die Mitgliederzahl der Kestner-Gesellschaft auf über 500; ein erstaunliches Ergebnis in Anbetracht der seit 1933 für moderne Kunst sehr schwierig gewordenen politischen Verhältnisse.
Bier sammelte privat Werke der Bauhauskünstler Paul Klee, Oskar Schlemmer und Lyonel Feininger.
Im Jahr 1936 forderte die nationalsozialistische Regierung die Entlassung des jüdischstämmigen Kurators. Der Vorstand der Kestner-Gesellschaft lehnte eine Kollaboration jedoch ab und entschied sich stattdessen, die Einrichtung zu schließen. Die Handlungsmacht demonstrierend entließ Reichsbildungsminister Bernhard Rust am 10. Mai 1936 Justus Bier mit Wirkung zum 31. Juni 1936 und schloss zugleich die Kestner-Gesellschaft. Justus Bier zog sich nach Widdersberg in Oberbayern zurück und fand 1937 eine Gelegenheit, über die Schweiz in die USA zu emigrieren.

### Universität von Louisville (Kentucky)
Sein Schulkamerad aus Nürnberger Tagen Richard Krautheimer (1897–1994) war bereits 1933 in die USA emigriert und hatte dort eine Professur für Kunstgeschichte an der Universität von Louisville in Kentucky aufgebaut. Vor seinem Wechsel an das Vassar College in Poughkeepsie empfahl er Justus Bier als seinen Nachfolger. Bier lehrte dort von 1937 bis 1960 Kunstgeschichte, zunächst als Assistant Professor, ab 1941 als Associated Professor und ab 1946 als Professor. 1946 gründete er das „Allen R. Hite Institute“ als Teil des Art Department, das er bis 1960 leitete. Zwischen 1944 und 1955 verfasste er über 200 Kunstkritiken für das Courier Journal in Louisville.
1953/54 und 1956/57 war er Guggenheim Fellow, 1953/54 Mitglied des Institute for Advanced Study in Princeton. Nach Deutschland kehrte er zweimal als Gastprofessor zurück, 1956 an der Freien Universität Berlin und 1960/61 an der Universität Würzburg im Rahmen des Fulbright-Programms. In den 1950er und 1960er Jahren hielt er Vorträge an 50 Amerikahäusern in Deutschland.

### North Carolina Museum of Art in Raleigh
1960 wurde Bier zum Direktor des North Carolina Museum of Art in Raleigh (North Carolina) ernannt. Er war der zweite Direktor nach Wilhelm Valentiner (1880–1958), der das Museum 1955 gegründet hatte und 1958 gestorben war. Bier leitete das Museum bis zu seiner Emeritierung 1970. Er war auch danach weiter wissenschaftlich tätig und konnte sein Hauptwerk über Tilman Riemenschneider mit den Bänden 3 (1973) und 4 (1978) fertigstellen.

### Ergänzend
Bier war seit seinem Studium in Jena mit Charles Crodel befreundet, der 1919 auch einen Porträtholzschnitt Biers schuf. 1958 richtete Bier im Rahmen der ersten Gastprofessur Crodels eine Ausstellung seiner Werke in Louisville aus.

## Ehrungen
- 1972 Kentucky Colonel
- 1973 Großes Verdienstkreuz des Verdienstordens der Bundesrepublik Deutschland
- 1976 Goldenes Stadtsiegel der Stadt Würzburg

Jährlich wird zu Ehren von Justus Bier der mit 5000 € Preisgeld dotierte Justus Bier Preis für Kuratoren verliehen, getragen von der Helga Pape Stiftung Jens und Helga Howaldt in Hannover.

## Nachlass
Sein schriftlicher Nachlass betreffend seiner Riemenschneider-Studien befindet sich im Mainfränkischen Museum in Würzburg, ein Teilnachlass, überwiegend seine Zeit in Louisville betreffend, in der University of Louisville, wo auch ein Lehrstuhl seinen Namen trägt.

## Schriften (Auswahl)
Siehe Inge Witt: A bibliography of the writings of Justus Bier. In: North Carolina Museum of Art Bulletin 12, 1974, Heft 4, S. 29–41 (Digitalisat).
- Nürnbergisch-fränkische Bildnerkunst. Friedrich Cohen, Bonn 1922.
- Delsenbachs Nürbergische Ansichten. Delphin-Verlag, München 1924.
- Das alte Nürnberg in Anlage und Aufbau. E. Frommann & Sohn, Nürnberg 1925.
- Tilmann Riemenschneider, 4 Bände
  - Band 1: Die frühen Werke. Verlagsdruckerei Würzburg, Würzburg 1925. Digitalisat
  - Band 2: Die reifen Werke. Verlagsdruckerei Würzburg, Würzburg 1930. Digitalisat
  - Band 3: Die späten Werke in Stein. Schroll, Wien 1974, ISBN  3-7031-0227-6.
  - Band 4: Die späten Werke in Holz. Schroll, Wien 1978, ISBN 3-7031-0472-4.
- Justus Bier: Tilman Riemenschneider. His Life and Work. University Press of Kentucky, Lexington 1982, ISBN 978-0-8131-5126-7 (englisch, google.de).